# Eupithecia zelmira
Eupithecia zelmira là một loài bướm đêm trong họ Geometridae.